# Carl Kaiserling

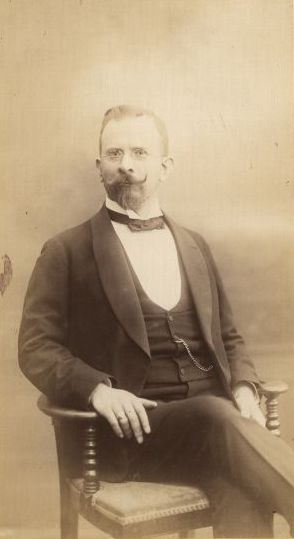
Carl Kaiserling, vor 1913

Johann Carl Kaiserling (* 3. Februar 1869 in Wehlheiden; † 20. Juni 1942 in Berlin) war ein deutscher Pathologe.

## Leben
Carl Kaiserling war der Sohn des Bauunternehmers Gustav Kaiserling und dessen Ehefrau Marie (geborene Naake). Er absolvierte an den Universitäten München, Kiel und Berlin ein Medizinstudium. 1893 wurde er in Berlin promoviert und 1894 approbiert. Seine erste Stellung erhielt Kaiserling am Pathologischen Institut von Rudolf Virchow, dessen Sammlung pathologischer Exponate er aufarbeiten sollte. 1902 habilitierte sich Kaiserling in Berlin für Pathologie und pathologische Anatomie und wurde nachfolgend Kustos des Pathologischen Museums der Universität (1904), Titularprofessor (1905) und schließlich außerordentlicher Professor (1912).
Als Nachfolger von Friedrich Henke wechselte Kaiserling 1913 als Professor für Pathologie und pathologische Anatomie an die Universität Königsberg. In Königsberg fand Kaiserling ein Institut vor, das weder baulich, personell noch von der Ausstattung zeitgemäßen Ansprüchen genügte, ein Umstand, der bereits seine Vorgänger umgetrieben hatte. Die von Kaiserling eingeforderten Finanzmittel und Personalstellen blieben ihm weitgehend verwehrt. 1927/28 war er Rektor der Universität Königsberg, 1935 wurde er emeritiert. Sein Nachfolger am Königsberger Lehrstuhl wurde Karl Krauspe.
Am 15. Juni 1905 ehelichte Kaiserling Elsa Klebs (geb. 1885), eine Tochter des Geologen Richard Klebs. Der gemeinsame Sohn Helmut Kaiserling (1906–1989) wurde ebenfalls Pathologe. Karl Kaiserling war Mitglied der Deutschnationalen Volkspartei (DNVP). Er war zuletzt wohnhaft in der Seehofstraße 21 in Berlin-Zehlendorf und starb am 20. Juni 1942 im Rudolf-Virchow-Krankenhaus. Seine Grabstätte befindet sich auf dem Hauptfriedhof Gotha.
Kaiserling entwickelte die Kaiserling-Lösung zur farberhaltenden Konservierung von Feuchtpräparaten, die auch in der Sammlung des Berliner Instituts zur Anwendung kam und großen Zuspruch Virchows fand. Carl Kaiserling war darüber hinaus Autor mehrerer Bücher zur Anwendung der Fotografie in der Pathologie und Histopathologie.

## Veröffentlichungen (Auswahl)
- mit Richard Germer: Ueber den Einfluss der gebräuchlichen Conservirungs-und Fixationsmethoden auf die Grössenverhältnisse thierischer Zellen. In: Virchows Archiv. Band 133, Nr. 1, 1893, S. 79–104, doi:10.1007/bf01883309.
- Ueber die Conservirung von Sammlungspräparaten mit Erhaltung der natürlichen Farben. In: Berliner Klinische Wochenschrift. Nummer 35, 1896, S. 775–777.
- Weitere Mittheilungen über die Herstellung möglichst naturgetreuer Sammlungspräparate. In: Virchows Archiv. Band 147, Nr. 3, 1897, S. 389–417, doi:10.1007/bf01925777.
- Praktikum der wissenschaftlichen Photographie. Verlag von Gustav Schmidt, Berlin 1898, urn:nbn:de:bvb:12-bsb00081258-8
- mit Arnold Orgler: Ueber das Auftreten von Myelin in Zellen und seine Beziehung zur Fettmetamorphose. In: Virchows Archiv. Band 167, Nr. 2, 1902, S. 296–310, doi:10.1007/bf01994931.
- Lehrbuch der Mikrophotographie. Schmidt, Berlin 1903.
- mit Erich Beintker: Die mikrophotographischen Apparate und ihre Handhabung. Frankh, Stuttgart 1918.
- Mundhöhle. In: Friedrich Henke, Otto Lubarsch (Hrsg.): Handbuch der speziellen pathologischen Anatomie. 4. Band, 2. Teil, Springer, Berlin 1928, S. 1–134.
- Zur Systematik der Naevi. Niemeyer, Halle (Saale) 1930.